# James O’Connor (Fußballspieler, 1984)
James Francis Edward O’Connor (* 20. November 1984 in Birmingham) ist ein englischer Fußballspieler, der seit 2014 beim FC Walsall unter Vertrag steht.

## Karriere

### AFC Bournemouth
Der aus der Jugend von Aston Villa stammende James O’Connor gab sein Profidebüt am 4. September 2004 für den englischen Drittligisten FC Port Vale beim 2:0-Auswärtssieg über Bradford City. Zuvor war er auf Leihbasis zu dem Verein aus Stoke-on-Trent gewechselt. Aufgrund der fehlenden Spielpraxis bei Aston Villa erfolgte am 18. Februar 2005 ein weiterer Wechsel auf Leihbasis zum AFC Bournemouth. Nachdem der 20-jährige Abwehrspieler zu überzeugen wusste, verpflichtete ihn Trainer Sean O’Driscoll am 24. März 2005 auf fester Vertragsbasis. In der Saison 2005/06 erspielte er sich einen Stammplatz in der Abwehr des Drittligisten.

### Doncaster Rovers
Am 17. Mai 2006 wechselte O’Connor zum Drittligarivalen Doncaster Rovers und unterzeichnete einen Dreijahresvertrag. Bereits im Verlauf der Hinrunde der Saison 2006/07 übernahm sein vorheriger Trainer Sean O’Driscoll den Trainerposten in Doncaster und führte den Verein zum Gewinn der Football League Trophy. In der Football League One 2007/08 erreichten die Rovers dank eines dritten Tabellenplatzes die Play-offs und zogen nach einem Erfolg über Southend United ins Finale ein. Vor 75.132 Zuschauern in Wembley besiegte Doncaster Leeds United mit 1:0 und stieg damit erstmals seit 1958 wieder in die zweithöchste Spielklasse auf. Nach dem Klassenerhalt in der Football League Championship 2008/09 und einem Mittelfeldplatz 2009/10, sicherte sich der Verein in der Saison 2010/11 erst spät den Verbleib in der zweiten Liga. Dies gelang der Mannschaft um James O’Connor in der Football League Championship 2011/12 nicht mehr, vielmehr stiegen die Rovers mit ihrem neuen Trainer Dean Saunders als Tabellenletzter in die dritte Liga ab.

### Derby County
Am 1. August 2012 verpflichtete Derby County den 27-Jährigen und stattete ihn mit einem Zweijahresvertrag aus.